# 奥斯曼帝国的扩张

1683年奥斯曼帝国版图

## 鄂圖曼的崛起
古典时代的鄂圖曼帝國经历了戏剧性的领土增长。这一时期以穆罕默德二世（1451-1481年）1453年征服君士坦丁堡为开端。穆罕默德二世继续巩固帝国在巴尔干和安纳托利亚的地位，于1454-5年征服塞尔维亚，1458-9年征服伯罗奔尼撒，1461年征服特雷比宗，1463年征服波斯尼亚。在1463-79年的鄂圖曼-威尼斯战争中，希腊的许多威尼斯领土被征服。到1474年，鄂圖曼人征服了他们在安纳托7在此期间，帝国的版图遍布北非，控制了东欧的很大一部分，并到达了维也纳的大门。在东部，帝国与重新崛起的萨法维国家进行了斗争。这个时期之后是一个停滞期。5年征服了克里米亚半岛的卡法，建立了克里米亚汗国作为附庸国。1480年发动了对意大利奥特朗托的入侵，但次年穆罕默德二世的去世导致了鄂圖曼帝国的撤退
巴耶兹德二世（1481-1512年）的统治是在前一个时代的快速征服之后的一次巩固，帝国的领土只得到了小幅扩张。1484年，巴耶兹德领导了一场针对摩尔达维亚的战役，将其置于附庸地位，并吞并了基利亚和阿克曼等战略港口。在1499-1503年的战争中，威尼斯人在希腊和阿尔巴尼亚的主要港口被征服，最重要的是莫东、科隆和杜拉索。然而，在他的统治结束时，鄂圖曼帝国在东部的领土正受到新成立的萨法维帝国的威胁 。
塞利姆一世（Selim I，1512-1520年）时期恢复了快速扩张，他在1514年的Chaldiran战役中击败了萨法维德，吞并了安纳托利亚东部的大部分地区并短暂占领了大不里士。1516年，他领导了一场针对马穆鲁克苏丹国的战役，首先征服了叙利亚，然后在第二年征服了埃及。这标志着鄂圖曼帝國的方向发生了巨大的变化，因为它现在开始统治中东的穆斯林中心地带，并建立了对麦加和麦地那等圣城的保护。这增加了伊斯兰教习俗对帝国政府的影响，并促进了阿拉伯语世界与鄂圖曼帝國在安纳托利亚和巴尔干地区的中心地带之间更大的互动。在塞利姆的统治下，帝国的领土从大约341,100平方英里（883,000平方公里）扩大到576,900平方英里（1,494,000平方公里） 。

## 巴耶济德二世时期
巴耶济德二世（1481-1512年在位）的统治是在前一个时代迅速征服之后的巩固时期，帝国的领土仅略微扩大。1484 年，巴耶齐德领导了一场反对摩尔达维亚的运动，使其成为附庸地位，并吞并了基利亚和阿克曼的战略港口。在1499-1503年的战争期间，希腊和阿尔巴尼亚的威尼斯主要港口被征服，其中最重要的是莫顿、科隆和杜拉佐。然而，在他统治结束时，东部的奥斯曼领土正受到新成立的萨法维帝国的威胁。

## 塞利姆一世时期
塞利姆一世（Selim I，1512-1520年）时期恢复了快速扩张，他在1514年的Chaldiran战役中击败了萨法维德，吞并了安纳托利亚东部的大部分地区并短暂占领了大不里士。1516年，他领导了一场针对马穆鲁克苏丹国的战役，首先征服了叙利亚，然后在第二年征服了埃及。这标志着奥斯曼帝国的方向发生了巨大的变化，因为它现在开始统治中东的穆斯林中心地带，并建立了对圣城麦加和麦地那的保护。这增加了伊斯兰教习俗对帝国政府的影响，并促进了阿拉伯语世界与奥斯曼帝国在安纳托利亚和巴尔干地区的中心地带之间更大的互动。在塞利姆的统治下，帝国的领土从大约341,100平方英里（883,000平方公里）扩大到576,900平方英里（1,494,000平方公里） 。